# Ines Kresović
Ines Kresović (in serbo Инес Кресовић?; Sebenico, 20 febbraio 1984) è un'ex cestista serba.
Alta 182 cm, giocava come guardia.

## Carriera
Nel 2006-07 ha giocato con il San Raffaele Roma.
Con la Serbia ha disputato due edizioni dei Campionati europei (2007, 2009).